# Henry Crosnier de Varigny
Henry Crosnier de Varigny (Honolulu, 13 novembre 1855 - Paris, 27 septembre 1934) est un naturaliste et journaliste français.

## Biographie
Fils du consul de France Charles Crosnier de Varigny, il se fait connaître par ses traductions scientifiques et ses travaux de vulgarisation. Rédacteur au Temps et au Journal des Débats, en 1893, il est chargé d'étudier les parcs zoologiques américains et de visiter des institutions à l'occasion de l'Exposition universelle de Chicago.
Il part ainsi de Boulogne le 23 août 1893 et arrive à New York le 2 septembre. Il y reste trois jours puis prend le train pour Chicago. Il passe aux chutes du Niagara puis visite l'Exposition universelle où il admire les trottoirs roulants et les dernières inventions comme le télautographe ou le photophone et l'université privée qui a été fondée en 1889.
À Washington le 25 septembre, il visite la Division of Entomology du ministère de l'Agriculture, les laboratoires du Smithsonian Institute, le Bureau météorologique, le zoo, etc. avant de se rendre à Philadelphie où il ne voit que le zoo de Fairmount Park.
Le 30 septembre, il est à Gloucester dans le Massachusetts, où il étudie les techniques de pisciculture et de conservation par la glace du poisson, puis revient à New York. Après un arrêt à Terre-Neuve, il rentre en France le 18 octobre.

## Publications
- Recherches expérimentales sur l'excitabilité électrique des circonvolutions cérébrales et sur la période d'excitation latente du cerveau, 1884
- Recherches expérimentales sur la contraction musculaire chez les invertébrés, 1886
- Dictionnaire abrégé des sciences physiques et naturelles, avec Évariste Thévenin, 1889
- Charles Darwin, 1889
- Curiosités de l'histoire naturelle ; les plantes, les animaux, l'homme, la terre et le monde, 1892
- Nouveaux éléments de physiologie, avec Paul Langlois, 1893
- En Amérique. Souvenirs de voyage et notes scientifiques, 1895
- Recherches expérimentales sur le venin du scorpion, buthus australis , 1896
- Air and Life, Smithonian Institute, Washington, 1896.
- The Breeding of the Arctic fox, 1900
- Histoire et mœurs des animaux, avec Henri-L. Alphonse Blanchon, Joseph Deniker et Édouard Louis Trouessart, 1904
- La nature et la vie, 1905
- Mines et tranchées, 1915
- Explosions et explosifs, 1916
- La mort et le sentiment, 1927

### Traductions
- Les fonctions du cerveau de David Ferrier, 1878
- De la localisation des maladies cérébrales de David Ferrier, 1879
- L'évolution mentale chez les animaux de George John Romanes, 1884
- L'âme de l'enfant. Observations sur le développement psychique des premières années, de Wilhelm Thierry Preyer, 1887
- La vie et la correspondance de Charles Darwin, avec un chapitre autobiographique de Charles Darwin, 1888, prix Langlois de l’Académie française en 1889.
- Le Darwinisme, exposé de la théorie de la sélection naturelle avec quelques-unes de ses applications de Alfred Russel Wallace, 1891
- Les effets de l'usage et de la désuétude sont-ils héréditaires ? de William Platt Ball, 1891
- La place de l'homme dans la nature de T.H. Huxley, 1891
- Les problèmes de la biologie de T.H. Huxley, 1892
- Les problèmes de la géologie et de la paléontologie, de T.H. Huxley, 1892
- L'évolution du sexe de Patrick Geddes et John Arthur Thomson, 1892
- L'évolution et l'origine des espèces, de Thomas Henry Huxley, 1892
- Histoire de la botanique, du XVIe siècle à 1860 de Julius von Sachs, 1892
- Essais sur l'hérédité et la sélection naturelle de August Weismann, 1892
- Science et religion de T.H. Huxley, 1893
- Problèmes de morale et de sociologie de Henry Spencer, 1894
- Résumé de la philosophie de Herbert Spencer de Howard Collins, 1894
- L'origine des Aryens et l'homme préhistorique, exposé de l'ethnologie et de la civilisation préhistoriques de l'Europe de Isaac Taylor, 1895
- Origine du mariage dans l'espèce humaine de Edvard Westermarck, 1895
- Les institutions professionnelles et industrielles, fin des Principes de sociologie de Herbert Spencer, 1898
- Histoire de la lutte entre la science et la théologie de Andrew Dickson White, 1899
- Une autobiographie de Herbert Spencer, 1907
- L'évolution de la vie de Henry Charlton Bastian, 1908
- Nationalisme et internationalisme, le point culminant de l'histoire moderne de Ramsay Muir, 1918
- La Science de puissance de Benjamin Kidd, 1919
- L'hérédité de John Arthur Thomson, 1930